# La hija del viejito guardafaro
La hija del viejito guardafaro es una película de Argentina en blanco y negro dirigida por Julio Irigoyen según su propio guion que se estrenó el 1° de junio de 1939 y que tuvo como protagonistas a Enrique del Cerro y Laura Nelson.

## Sinopsis
La nieta de un guardafaro es ultrajada por su propio padre, que se entera del vínculo cuando agoniza, luego de ser estrangulado por el abuelo de la joven.

## Reparto
- Enrique del Cerro
- Laura Nelson
- Yaya Palau
- Arturo Sánchez
- Warly Ceriani

## Comentario
Para Manrupe y Portela se trata de “un dramón de segunda categoría” con escenas filmadas en Mar del Plata y el corso de la Avenida de Mayo. 

## Producción
El filme fue producido por Buenos Aires Film, una empresa dirigida por Julio Irigoyen que se caracterizaba por producir filmes clase “C” de muy bajo presupuesto y poca calidad artística, que en general eran historias con los personajes característicos de la ciudad: guapos prostitutas, cantores de tango, jugadores en oscuros cafetines, hipódromos y salones aristocráticos. La mayoría eran películas de gauchos o típicamente porteñas, con tango o con canciones de tierra adentro. Es dificultoso acceder a información sobre esas películas, en primer lugar porque una parte no se estrenó en Buenos Aires sino en las provincias del interior de Argentina y también en otros países de América Latina, en segundo término porque Irigoyen no conservaba los negativos y en tercer lugar por el escaso interés que tenía por ellas la prensa especializada.